# Xả súng tại trường học ở Hoa Kỳ 2018
Xả súng tại trường học ở Hoa Kỳ 2018 nói về các vụ nổ súng tại trường học, Uni ở Hoa Kỳ trong năm 2018. Đỉnh điểm là vụ Xả súng tại trường học Parkland Florida vào ngày 14 tháng 2 năm 2018 đưa đến cái chết của 17 người, 15 người bị thương. Tính tới ngày đó, mới có 7 tuần đã có tới 18 nổ súng tại các trường học. Từ năm 2013 tổng cộng có tới 290 vụ, khuynh hướng gia tăng.

## Mua vũ khí quá dễ dàng
Vũ khí mà thủ phạm tại trường học Parkland Florida dùng là khẩu súng trường bán tự động AR-15, hiện thời là vũ khí được những kẻ nổi điên giết người tập thể ở Mỹ ưa chuộng nhất. Cây súng này có thể được mua dễ dàng tại nhiều tiểu bang, tốn khoảng vài trăm USD. Giáo sư luật khoa và là một người phản đối mua bán vũ khí Richard W. Painter nói: "Đối với một thanh niên 19 tuổi ở Florida, mua bia thì khó hơn mua một khẩu súng như vậy." Thực vậy một khẩu súng trường AR-15 có thể mua được ở độ tuổi 18. Bia muốn mua thì phải trên 21.

## Danh sách
Theo "Everytown for Gun Safety", một tổ chức cổ vũ cho luật lệ nghiêm khắc hơn về vũ khí, tính tới ngày 14 tháng 2 có tới 18 vụ nổ súng tại trường học, Uni ở Hoa Kỳ trong năm 2018. Danh sách tiêu biểu:
| Ngày tháng | Địa điểm                   | Chết           | Thương tích      | Chi tiết |
| ---------- | -------------------------- | -------------- | ---------------- | --- |
| 22 tháng 1 | Gentilly, Louisiana        | -              | 1 thiếu niên 14t | Từ một xe Pick up-Truck 1 người bắn vào học sinh trường NET Charter High School. 2 học sinh bị bắt                                                  |
| 22 tháng 1 | Italy, Texas               | -              | 1 thiếu nữ 15t   | 1 thiếu niên 16t bắn vào phòng ăn Italy High School. Khi anh ta định bắn vào một học sinh khác thì bị chặn lại.                                     |
| 23 tháng 1 | Benton, Kentucky           | 2 thiếu nữ 15t | 17               | 1 thiếu niên 15t xông vào Marshall County High School, xả súng vào những người trong đó. Khi anh ta định bắn vào một học sinh khác thì bị chặn lại. |
| 31 tháng 1 | Philadelphia, Pennsylvania | 1              |                  | Nổ súng tại bãi đậu xe Abraham Lincoln High School. 1 người đàn ông 32t bị bắn 2 phát vào chân.                                                     |
| 1 tháng 2  | Los Angeles, Kalifornien   | 4              | 1 thiếu niên 15t | 1 thiếu niên 12t mang súng vào Salvador Castro Middle School. Vô tình súng nổ.                                                                      |
| 5 tháng 2  | Oxon Hill, Maryland        | -              | 1 thiếu niên 17t | 1 thiếu niên 17t bị bắn 2 phát vào ngực ở Oxon Hill High School. Bạn gái cũ 17t và 1 thiếu niên 18t bị bắt.                                         |